# Reiko Kuroda
Reiko Kuroda (Sendai, 7 de octubre de 1947) es una química japonesa cuyos principales trabajos de investigación tratan sobre la quiralidad tanto en la química orgánica como en la inorgánica.

## Biografía
Hizo un doctorado en Química de la Universidad de Tokio. Trabajó para el King's College de Londres antes de ser nombrada profesora en el departamento de Ciencias de la Escuela de Altos Estudios de Artes y Ciencias de la Universidad de Tokio.
De 2008 a 2011, fue vicepresidenta del Consejo Internacional para la Ciencia.

## Recompenses y distinciones
- Premio L'Oréal-UNESCO a Mujeres en Ciencia (2013)[5]
- Doctora honoris causa de la Escuela polytechnique Chalmers (2010)[6]
- Premio Saruhashi (1993)[7]
- Profesora honoris causa de la universidad de Sichuan[8]